# Tāne

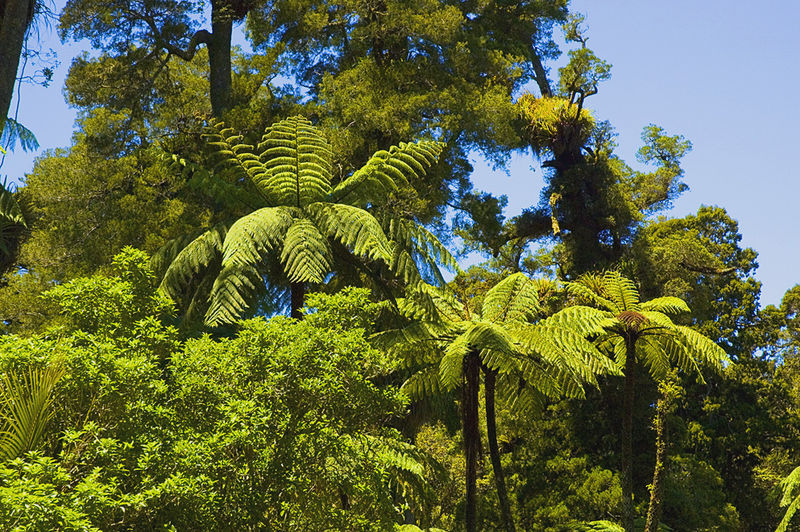
Die Bäume und Vögel des Regenwalds Neuseelands sind die Kinder von Tāne

In der Mythologie der Māori ist Tāne (auch: Tānemahuta) der Gott des Waldes und der Vögel. Er ist ein direkter Sohn des göttlichen Elternpaars Rangi und Papa, Himmelsvater und Mutter Erde.

## Vereinigung und Trennung
Die Kinder von Rangi und Papa lebten in Dunkelheit auf engem Raum zwischen Himmel und Erde, weil ihre Eltern, Himmel und Erde, in ewiger Liebe eng umschlungen waren.
Tūmatauenga, der grimmigste der Kinder, ist überzeugt, die beste Lösung aus dieser misslichen Lage wäre, die Eltern zu töten. Aber sein Bruder Tāne ist nicht einverstanden und schlägt stattdessen vor, die Eltern auseinanderzuschieben, und Rangi ware dann im Himmel, während Papa auf der Erde leben würde, um die Kinder weiter zu ernähren.
Letztlich setzen einige den Plan um: Rongo, der Gott der (landwirtschaftlichen) Nahrung versucht, seine Eltern auseinanderzuschieben, dann schließen sich Tangaroa, der Meeresgott und Haumia-tiketike, der Gott der (wildwachsenden) Nahrung an. Trotz ihrer Bemühungen bleiben Rangi und Papa in innig-liebender Umarmung verbunden. Nach vielen vergeblichen Versuchen gelingt es schließlich Tāne, dem Gott der Wälder und Vögel; im Gegensatz zu seinen Brüdern benutzt er nicht die Hände, sondern legt sich auf den Boden und schiebt mit den Beinen. Unter entsetztem und überraschtem Aufschrei werden Rangi und Papa getrennt.
Tāne suchte nach himmlischen Körpern wie beispielsweise Lichter, um seinen Vater zu trösten und angemessen zu kleiden. Er beschaffte Sterne und warf sie nach oben, zusammen mit dem Mond und der Sonne. Schließlich schaute Rangi schön aus.

## Streit mit seinen Brüdern
Tāwhirimātea, Gott der Winde und Stürme, ist zornig, dass seine Eltern getrennt wurden. Er schließt sich seinem Vater im Himmel an und bestraft die Erde und das Meer mit gewaltigen Stürmen. Tāwhirimātea greift auch die Wälder von Tāne an, entwurzelt Bäume und hinterlässt sie als Nahrung für Insekten.
Dann attackiert Tāwhirimātea die Meere, und der Meeresgott Tangaroa flüchtet. Zwei der Nachfahren Tangaroas, Ikatere, Vater der Fische und Tu-te-wehiwehi (oder Tu-te-wanawana), Vorfahr der Reptilien, fürchten sich vor Tawhirimateas Zorn. Die Fische flüchten ins Meer und die Reptilien in die Wälder Tānes. Tangaroa und Tāne geraten in Streit hierüber, und deshalb versorgt Tāne die Nachfahren von Tūmatauenga mit Kanus, Fischhaken und Netzen, um Fische, die Nachfahren Tangaroas, zu fangen. Tangaroa wiederum wirft Kanus um und schickt Flutwellen, spült Häuser und Bäume fort.

## Begründer der Menschheit
In manchen Legenden der Mythologie der Māori erschuf Tāne den ersten Menschen namens Tiki. Eine weitere Variante erzählt, dass Tāne versuchte, eine Frau für sich zu finden, aber zunächst fand er nur nicht-menschliche weibliche Lebewesen wie Insekten und Vögel. Er erschuf deshalb aus Erde eine Frau.
In einer weiteren Geschichte heiratet Tāne seine Tochter Hine-tītama, ohne zu wissen, wer sie ist. Als sie entdeckt, dass sie ihren Vater geheiratet hat, flieht sie in die Unterwelt und wird die Göttin des Todes, Hine-nui-te-pō.